# Венедикт (Веса)
Епи́скоп Венеди́кт (рум. Episcop Benedict, в миру Валентин-Космин Веса, рум. Valentin-Cosmin Vesa; 13 февраля 1984, Абруд, жудец Алба, Румыния) — епископ Румынской православной церкви, епископ Бистрицкий, викарий Вадской архиепископии.

## Биография
Родился 13 февраля 1984 года в городе Абруд, жудец Альба. Его отец, Иоанн, был священником, а мать, Елена-Мэриоара, — учительницей.
Начальное и гимназическое образование получил в родном городе. В 1999—2004 годы обучался в Православной духовной семинарии им. митрополита Симеона Штефана в Алба-Юлии. В 2004—2008 годы обучался на факультете православной теологии Университета им. 1 декабря 1918 года в Алба-Юлии. В 2010 году получил степень магистра систематической православного богословия на том же факультете. В 2009—2011 годы учился в Экуменическом институте Боссэ в Швейцарии, а в 2011—2012 годы учился в Богословском институте Сант-Антонио Дотторе в Падуе, Италия.
В 2010 году поступил в докторантуру Университета им. 1 декабря 1918 года в Алба-Юлии, но в 2011 году покинул её.
В 2012 году становится епархиальный секретарём Вадулуйской, Фелиакской и Клужской архиепископии.
В 2012—2013 годы обучался в докторантуре им. Исидора Тодорана Университета Бабеша — Бойяи в Клуж-Напоке, где получил звание доктора богословия за сочинение «Знание Бога у святого Исаака Сирина. Духовный маршрут от „аскетической справедливости“ до „духовной любви“» (рум. Cunoaşterea lui Dumnezeu la Sfântul Isaac Sirul. Itinerariul spiritual de la «dreptatea ascetică» la «dragostea duhovnicească»), написанное под руководством митрополита Андрея (Андрейкуца). В 2012—2016 годы также в обучался в докторантуре Падуанского университета в Италии, защитив там вторую докторская диссертацию по историческим и историко-религиозным исследованиям. В 2013 году становится членом Ассоциации сириологов Италии.
17 января 2015 года в Монастыре Никула архимандритом Феофилом (Романом) был пострижен в монашество с наречением имени Венедикт. 24 января того же года был рукоположен в сан иеродиакона. 30 января того же года в митрополичьем соборе в Клуж-Напоке был рукоположен рукоположен в сан иеромонаха. 1 января 2016 года возведён в сан протосинкелла. На праздновании Рождества Христова в 2017 году митрополит Андрей (Андрейкуц) возвёл его в ранг архимандрита.
С 2014 года преподавал на кафедре православной духовности (рум. catedra de Spiritualitate Ortodoxă) факультета православной теологии в Клуж-Напоке: до 2016 года как адъюнкт, а с 2016 года — штатный лектор университета). Также семинар (факультативный курс) сирийского языка и литературы с целью получения лучшего ознакомления с патристической литературой этой традиции, проанализированной в историческом и культурно-лингвистическом контексте. Участвовал в многочисленных симпозиумах и духовных конференциях как в Румынии, так и за рубежом. Провел ряд конференций и частных лекций для священников, учеников, студентов и верующих из Вадулуйской архиепископии. был Он постоянным сотрудником журнала «Renașterea» (Возрождение) и одноимённой радиостанции.
17 декабря 2019 года на покой ушёл викарий Вадской архиепископии епископ Василий (Флуераш). 9 января 2020 года митрополичий Синод Клужской митрополии под председательством митрополита Андрея (Андрейкуца) выдвинул на вакантную должность архимандрита Венедикта (Весу) и архимандрита Самуила (Кристю). 13 февраля 2020 года Священный Синод Румынской православной церкви 35 голосами из 51 избрал архимандрита Венедикта викарным епископом Вадской архиепископии с титулом «Бистрицкий».
23 февраля того же года в кафедральном соборе города Клуж-Напока состоялась его епископская хиротония, которую совершили: митрополит Андрей (Андрейкуц), архиепископ Алба-Юльский Ириней (Поп), епископом Марамурешский и Сатмарский Иустин (Ходя), епископ Тулчинский Виссарион (Бэлцат), епископ Сэлажский Петроний (Флоря), епископ Девский и Хунедоарский Гурий (Джорджу), епископ Североевропейский Макарий (Дрэгой), епископ Сатмарский Тимофей (Бел) и епископ Иберийский Феофил (Роман). При этом он стал самым молодым архиереем Румынского патриархата.